# Matthew and Son
Albums de Cat Stevens
New Masters
(1967)
Matthew and Son est le premier album studio de l'auteur-compositeur britannique Cat Stevens. Ce dernier a commencé à écrire des chansons au début de son adolescence. Ses premières influences comprenaient le son des premiers groupes britanniques, tels que les Beatles et les Rolling Stones, il était aussi influencé par le rythm & blues américain. En même temps, les influences folkloriques d'artistes tels que Bob Dylan et Simon & Garfunkel lui ont laissé une marque profonde, ainsi que certaines des comédies musicales si près de sa maison d'enfance à Soho qu'il pouvait souvent les entendre dériver dans sa chambre . Le frère aîné de Stevens, David Gordon, a attiré l'attention du producteur musical Mike Hurst, anciennement des Springfields, dans l'espoir de trouver un producteur intéressé par la musique de son jeune frère. Après qu'une démo ait été enregistrée, un accord a été conclu entre les deux. L'album n'a pas été disponible avant 1967; cependant, l'enregistrement a commencé le 10 juillet 1966, avec quelques singles produits avant la parution de l'album. 

## Singles de l'album
Bien que l'album ne soit sorti qu'en 1967, le premier single, I Love My Dog, est sorti en 1966. Il fut initialement enregistré seulement par les guitares, le piano et le chant de Stevens. Hurst, cependant, a encouragé ce dernier à ajouter un arrangement rythmique de timpani et de violon alto; c'était quelque chose qui n'avait pas été fait auparavant sur les chansons de musique pop. Le bassiste, claviériste et arrangeur John Paul Jones a joué la basse sur les premiers singles deux ans avant de devenir membre de Led Zeppelin. Les paroles pour la face B du premier single, Portobello Road, ont été écrites par Kim Fowley, qui a encouragé Stevens à composer une mélodie pour la chanson. Le single atteint initialement le n ° 28 sur les charts britanniques, suivi de Matthew and Son, le single suivant et aussi la pièce-titre, qui a grimpé au n ° 2 sur les charts britanniques, faisant de Stevens un crooner adolescent populaire.

## Sortie et réception de l'album
Matthew and son est sorti en 1967, atteignant finalement le numéro 7 au Royaume-Uni. Un des titres de l'album, Here Comes My Baby a été initialement enregistré et publié par les Tremeloes et a été un hit, atteignant le numéro 4 au Royaume-Uni. I've Found a Love a été interprété par le chanteur britannique David Garrick, mais n'a pas réussi à faire sa marque, tandis que le titre I'm gonna get me a gun chanté par Stevens a atteint le numéro 6.
"Here Comes My Baby" a été utilisé dans le film de Wes Anderson Rushmore alors que la chanson-titre apparait dans le film de Michael Apted, Stardust.
Le critique de musique Robert Christgau de The Village Voice a plus tard écrit sur l'album Matthew and son «une rareté, un disque oublié qui ne devrait pas l'être», ajoutant que la chanson-titre et I Love My Dog étaient «deux chansons rock comme on aurait dû en entendre plus en 1967». Bruce Eder d'AllMusic lui a donné trois étoiles et demie sur cinq et a déclaré que «c'est très loin du son qui a finalement fait la réputation de Cat Stevens et à bien des égards, il est plus daté que ce qu'il a fait pour Island/A & M plus tard, mais c'est beaucoup plus accessible, arrangé dans des styles différents». 

## Titres
Toutes les chansons sont écrites et composées par Cat Stevens, sauf mention contraire.

### Face 1
1. Matthew and Son – 2:46
2. I Love My Dog – 2:23
3. Here Comes My Baby – 2:58
4. Bring Another Bottle Baby – 2:44
5. Portobello Road (Cat Stevens, Kim Fowley) – 2:29
6. I've Found a Love – 2:32
7. I See a Road – 2:11

### Face 2
1. Baby Get Your Head Screwed On – 2:22
2. Granny – 3:12
3. When I Speak to the Flowers – 2:25
4. The Tramp – 2:11
5. Come On and Dance – 2:10
6. Hummingbird – 2:36
7. Lady – 3:04

- Chansons bonus sur la réédition de 1988 :
- 15 : School is out - 2:55
- 16 : I'm Gonna Get Me a Gun - 2:11

- Chansons bonus sur la réédition de 2003 en CD
- 15 : I'm Gonna Get Me a Gun - 2:14 (Version stéréo)
- 16 : School is Out - 2:59 (Version stéréo)
- 17 : I Love My Dog - 2:26 (Version mono single)
- 18 : Portobello Road - 2:30 (Version mono single) - Cat Stevens, Kim Fowley
- 18 : Matthew and Son - 2:50 (Version mono single)
- 19 : Granny - 3:12 (Version mono single)
- 20 : School is Out - 2:56 (Version Mono single)
- 21 : I'm Gonna Get Me a Gun - 2:16 (Version mono single)

- Version américaine 
- 1. 	"Matthew and Son" 	2:46
- 2. 	"I Love My Dog" 	2:23
- 3. 	"Here Comes My Baby" 	2:58
- 4. 	"Bring Another Bottle" 	2:44
- 5. 	"I've Found a Love" 	2:32
- 6. 	"I See a Road" 	2:11
- 7. 	"I'm Gonna Get a Gun" 	2:11
- 8. 	"School is Out" 	2:55
- 9. 	"Baby, Get Your Head Screwed On" 	2:22
- 10. 	"When I Speak to the Flowers" 	2:25
- 11. 	"Hummingbird" 	2:36
- 12. 	"Lady" 	3:04

## Personnel
- Cat Stevens - chant, guitare, claviers
- John Paul Jones - basse sur "Matthew and Son"
- Nicky Hopkins - claviers sur "Matthew and Son"
- Arrangements - Alan Tew et Mike Hurst
- Arrangements orchestraux - Alan Tew
- Mike Hurst - producteur, ingénieur, textes sur la pochette de l'album
- Vic Smith - ingénieur